# Callistege explanata
Callistege explanata är en fjärilsart som beskrevs av Hans Rebel 1908. Callistege explanata ingår i släktet Callistege och familjen nattflyn. Inga underarter finns listade i Catalogue of Life.